# Imigração brasileira na Guiana
Brasileiros na Guiana são cidadãos brasileiros, em sua maioria garimpeiros, que vivem na Guiana, bem como pessoas guianesas de ascendência brasileira. Existem atualmente cerca de 10 mil brasileiros que vivem na Guiana.

## História
A mineração brasileira na Guiana remonta ao início dos anos noventa. O influxo de brasileiros no país foi em grande parte o resultado de políticas de mineração recentes do Brasil. Decretos federais significativas no início de 1990, deixou áreas de mineração cerceadas, e a atividade de mineração severamente restringida, em parte devido à crescente preocupação ambiental para áreas florestais. No Brasil, a questão da mineração em áreas como Roraima foi também associada aos direitos dos povos indígenas. Assim, o fluxo de brasileiros para a indústria de mineração na Guiana pode ser visto como um fenômeno recente.
A fronteira entre o Brasil e a Guiana é longa e porosa. Enquanto alguns garimpeiros e trabalhadores brasileiros de alta renda conseguem pagar a viagem de avião a partir de Boa Vista como um meio de entrar no país, outros usam as rotas de terra e água.

## Imigração ilegal
Muitos garimpeiros brasileiros chegaram na Guiana ilegalmente. A polícia da Guiana invade regularmente hotéis brasileiros para apreender residentes ilegais.